# Amtsgericht Schotten
Das Amtsgericht Schotten war von 1879 bis 1968 ein Amtsgericht mit Sitz in der Stadt Schotten.

## Gründung
Das Gericht wurde zum 1. Oktober 1879 gegründet. Anlass war das Gerichtsverfassungsgesetz von 1877, das die Gerichtsverfassung im Deutschen Reich vereinheitlichte und nun auch im Großherzogtum Hessen umgesetzt wurde. Funktional ersetzte es das gleichzeitig aufgelöste Landgericht Schotten. Das Amtsgericht wurde dem Bezirk des ebenfalls neu errichteten Landgerichts Gießen zugeordnet.

## Bezirk
Der Gerichtsbezirk des Amtsgerichts Schotten umfasste:
| Gemeinde           | Herkunft                | Zugang | Abgang | Nach                   |
| ------------------ | ----------------------- | ------ | ------ | ---------------------- |
| Betzenrod          | Landgericht Schotten    | 1879   | 1968   | Amtsgericht Nidda      |
| Bobenhausen II     | Amtsgericht Ulrichstein | 1943   | 1968   | Amtsgericht Alsfeld    |
| Breungeshain       | Landgericht Schotten    | 1879   | 1968   | Amtsgericht Nidda      |
| Burkhards          | Landgericht Schotten    | 1879   | 1968   | Amtsgericht Nidda      |
| Busenborn          | Landgericht Schotten    | 1879   | 1968   | Amtsgericht Nidda      |
| Eichelsachsen      | Landgericht Schotten    | 1879   | 1968   | Amtsgericht Nidda      |
| Einartshausen      | Landgericht Schotten    | 1879   | 1968   | Amtsgericht Nidda      |
| Eschenrod          | Landgericht Schotten    | 1879   | 1968   | Amtsgericht Nidda      |
| Feldkrücken        | Amtsgericht Ulrichstein | 1943   | 1968   | Amtsgericht Lauterbach |
| Götzen             | Landgericht Schotten    | 1879   | 1968   | Amtsgericht Nidda      |
| Groß-Felda         | Amtsgericht Ulrichstein | 1943   | 1968   | Amtsgericht Alsfeld    |
| Hartmannshain      | Landgericht Schotten    | 1879   | 1907   | Amtsgericht Ortenberg  |
| Helpershain        | Amtsgericht Ulrichstein | 1943   | 1968   | Amtsgericht Alsfeld    |
| Herchenhain        | Landgericht Schotten    | 1879   | 1907   | Amtsgericht Ortenberg  |
| Höckersdorf        | Amtsgericht Ulrichstein | 1943   | 1968   | Amtsgericht Alsfeld    |
| Kaulstoß           | Landgericht Schotten    | 1879   | 1968   | Amtsgericht Nidda      |
| Kestrich           | Amtsgericht Ulrichstein | 1943   | 1968   | Amtsgericht Alsfeld    |
| Köddingen          | Amtsgericht Ulrichstein | 1943   | 1968   | Amtsgericht Alsfeld    |
| Kölzenhain         | Amtsgericht Ulrichstein | 1943   | 1968   | Amtsgericht Lauterbach |
| Meiches            | Amtsgericht Ulrichstein | 1943   | 1968   | Amtsgericht Lauterbach |
| Michelbach         | Landgericht Schotten    | 1879   | 1968   | Amtsgericht Nidda      |
| Ober-Seibertenrod  | Amtsgericht Ulrichstein | 1943   | 1968   | Amtsgericht Alsfeld    |
| Rainrod            | Landgericht Schotten    | 1879   | 1968   | Amtsgericht Nidda      |
| Rebgeshain         | Amtsgericht Ulrichstein | 1943   | 1968   | Amtsgericht Lauterbach |
| Rudingshain        | Landgericht Schotten    | 1879   | 1968   | Amtsgericht Nidda      |
| Stadt Schotten     | Landgericht Schotten    | 1879   | 1968   | Amtsgericht Nidda      |
| Sellnrod           | Amtsgericht Ulrichstein | 1943   | 1968   | Amtsgericht Alsfeld    |
| Sichenhausen       | Landgericht Schotten    | 1879   | 1968   | Amtsgericht Nidda      |
| Stornfels          | Landgericht Schotten    | 1879   | 1968   | Amtsgericht Nidda      |
| Stumpertenrod      | Amtsgericht Ulrichstein | 1943   | 1968   | Amtsgericht Alsfeld    |
| Ulfa               | Landgericht Schotten    | 1879   | 1968   | Amtsgericht Nidda      |
| Ulrichstein        | Amtsgericht Ulrichstein | 1943   | 1968   | Amtsgericht Lauterbach |
| Unter-Seibertenrod | Amtsgericht Ulrichstein | 1943   | 1968   | Amtsgericht Alsfeld    |
| Windhausen         | Amtsgericht Ulrichstein | 1943   | 1968   | Amtsgericht Alsfeld    |
| Wingershausen;     | Landgericht Schotten    | 1879   | 1968   | Amtsgericht Nidda      |
| Wohnfeld           | Amtsgericht Ulrichstein | 1943   | 1968   | Amtsgericht Alsfeld    |
| Zeilbach           | Amtsgericht Ulrichstein | 1943   | 1968   | Amtsgericht Alsfeld    |

## Weitere Entwicklung
Am 1. November 1907 wurden Hartmannshain und Herchenhain dem Bezirk des Amtsgerichts Ortenberg zugeteilt.
Durch Sparmaßnahmen, die der Zweite Weltkrieg verursachte, wurde 1943 das Amtsgericht Ulrichstein zur Zweigstelle des Amtsgerichts Schotten, wodurch sich sein Sprengel entsprechend vergrößerte (siehe Übersicht). Die vom Gerichtsbezirk Ulrichstein so übernommenen Orte Bobenhausen II, Feldkrücken, Höckersdorf, Kölzenhain, Ober-Seibertenrod, Sellnrod, Ulrichstein und Wohnfeld hatten bereits von 1821 bis 1838 zum Landgericht Schotten gehört.

## Ende
Mit Wirkung zum 1. Juli 1968 wurde das AmtsgerichtsSchotten aufgelöst, sein Bezirk zwischen den Amtsgerichten Alsfeld, Lauterbach und Nidda aufgeteilt (siehe Übersicht).